# 努马纳
43°30′38″N 13°37′20″E / 43.510502°N 13.6221799°E
努马纳（義大利語：Numana），是意大利安科纳省的一个市镇。总面积10.74平方公里，人口3912人，人口密度364.2人/平方公里（2009年）。ISTAT代码为042032。